# 오귀스탱 프레넬
오귀스탱 장 프레넬(Augustin Jean Fresnel, 1788년 5월 10일 ~ 1827년)은 프랑스의 물리학자다. 에콜 폴리테크니크를 나와 공병대에 입대, 군무의 여가에 광학에 대한 연구를 하였다. 그간 프랑수아 아라고와 알게 되어 평생 공동으로 연구하였다. 파동광학의 이론적 연구 외에 등대용의 프레넬 렌즈의 발명 등으로 유명하다.

## 같이 보기
- 하위헌스 원리
- 프레넬 방정식
- 아라고 반점